# Santa-Maria-Poggio
Pour les articles homonymes, voir Santa Maria et Poggio.
Santa-Maria-Poggio est une commune française située dans la circonscription départementale de la Haute-Corse et le territoire de la collectivité de Corse. Elle appartient à l'ancienne piève de Moriani.

## Géographie
Santa-Maria-Poggio est située dans l'Est de la Corse, c'est une commune qui marie la montagne à la mer. Elle est située à la fois dans la montagne, adossée au Monte Osari (1109 mètres), et à la fois sur la magnifique Mer Tyrrhénienne. Parfois, par beau temps, mais sans brume de chaleur, les silhouettes des îles de Montecristo et de l'Île d'Elbe sont visibles à l'horizon.
U Poghju, le vieux village repose dans un vaste maquis au milieu de la magnifique montagne. Il a un fort attrait de randonneurs l'été, car de très beaux chemins parcourent son maquis pour faire escale au village. De plus, la place est un cadre idéal pour y prendre des photos  de  l'Île d'Elbe et de Montecristo.

## Urbanisme

### Typologie
Au 1er janvier 2024, Santa-Maria-Poggio est catégorisée commune rurale à habitat dispersé, selon la nouvelle grille communale de densité à sept niveaux définie par l'Insee en 2022.
Elle est située hors unité urbaine et hors attraction des villes,.
La commune, bordée par la mer Méditerranée, est également une commune littorale au sens de la loi du 3 janvier 1986, dite loi littoral. Des dispositions spécifiques d’urbanisme s’y appliquent dès lors afin de préserver les espaces naturels, les sites, les paysages et l’équilibre écologique du littoral, tel le principe d'inconstructibilité, en dehors des espaces urbanisés, sur la bande littorale des 100 mètres, ou plus si le plan local d’urbanisme le prévoit.

### Occupation des sols
L'occupation des sols de la commune, telle qu'elle ressort de la base de données européenne d’occupation biophysique des sols Corine Land Cover (CLC), est marquée par l'importance des forêts et milieux semi-naturels (65,4 % en 2018), néanmoins en diminution par rapport à 1990 (70 %). La répartition détaillée en 2018 est la suivante : 
forêts (53,8 %), zones agricoles hétérogènes (14,8 %), milieux à végétation arbustive et/ou herbacée (11,6 %), cultures permanentes (9,7 %), zones urbanisées (8,7 %), zones industrielles ou commerciales et réseaux de communication (1,2 %). L'évolution de l’occupation des sols de la commune et de ses infrastructures peut être observée sur les différentes représentations cartographiques du territoire : la carte de Cassini (XVIIIe siècle), la carte d'état-major (1820-1866) et les cartes ou photos aériennes de l'IGN pour la période actuelle (1950 à aujourd'hui).

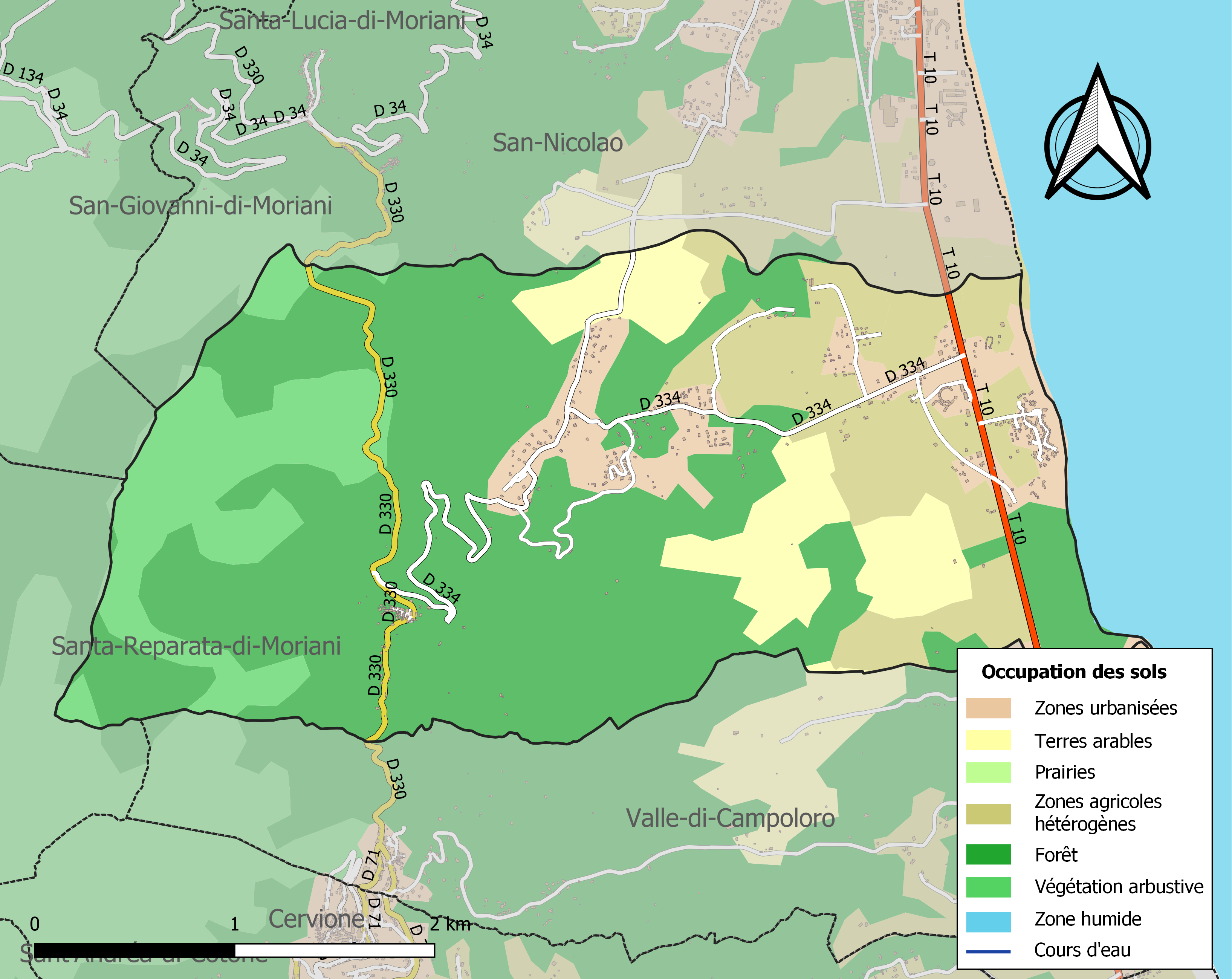
Carte des infrastructures et de l'occupation des sols de la commune en 2018 (CLC).

## Toponymie
Le nom en corse de la commune est u Poghju di Moriani, issu du corse poghju « monticule » désignant la surélévation sur laquelle est bâtie le village.

## Histoire
Au temps des Romains, le site actuel du port de Taverna était déjà un lieu animé, abritant un relai de poste impérial doté de thermes, situé sur la voie romaine reliant Aleria à Mariana.
Ce relais, connu sous le nom de TABERNA, était un lieu de halte important pour les voyageurs traversant la région. Le ruisseau de Taverna servait de frontière naturelle entre les diocèses d'Aleria et de Mariana, connu grâce à la réputation de l'eau de source locale, réputée pour sa pureté et sa qualité.
La chapelle San Salvador, construite au Moyen Âge sur les hauteurs du port et maintenant détruite, jouait un rôle crucial pour les marins, leur permettant de repérer facilement cette étape et ce point d'approvisionnement en eau potable depuis le large.
Avec l'ouverture de la route nationale en 1848, le site de Taverna retrouva une nouvelle vocation en tant que relais pour les voyageurs. Une maison avec une auberge fut construite à cet effet, mais fut malheureusement rasée en 1968. Aujourd'hui, seule la chapelle dédiée à Notre-Dame des bons conseils, érigée en 1868, témoigne de ce passé historique.
Placée sous l'invocation de Santa Maria, l'antique Pieve qui régissait la région depuis l'Antiquité jusqu'au Moyen Âge était intimement liée à la plaine et aux vastes domaines cultivés.
Cependant, au 16ème siècle, sous la menace des invasions barbares, le centre de la commune de Santa Maria remonte vers les hauteurs pour se fixer sur son promontoire, appelé "U Poghju", donnant ainsi naissance au village ancien de Poghju, qui donne aujourd'hui son nom à la commune.
Le sanctuaire de Pianelli, berceau de la commune de Santa Maria, a connu une histoire riche, marquée par son abandon probable aux alentours du 16ème ou 17ème siècle. Néanmoins, il est aujourd'hui un lieu de vie dynamique, avec de nombreuses habitations et une population croissante.
Le patrimoine architectural de Santa Maria Poghju comprend des vestiges historiques : tels que l'église baroque de l'Assomption, construite au 17ème siècle et restaurée au cours des siècles suivants, ainsi que des éléments remarquables tels que le pont génois sur le Bucatoghju, témoignant de l'occupation génoise de la région.
Enfin, la commune est également marquée par des éléments plus contemporains, tels que le pont sur la rivière de l'Uccelluline, qui a survécu aux destructions de la Seconde Guerre mondial et préservé grâce à son architecture remarquable.

## Politique et administration
| Période                                  | Période  | Identité                           | Étiquette             | Qualité             |
| ---------------------------------------- | -------- | ---------------------------------- | --------------------- | ------------------- |
| 1912-1925                                |          | Sébastien ORSINI                   |                       |                     |
| 1925-1931                                |          | Dr Philippe DE PETRICONI           |                       | Docteur             |
| 1931-1943                                |          | Antoine-Jean MARTINI               |                       |                     |
| 1943-1945                                |          | Pierre CONTRI                      |                       |                     |
| 1945-1947                                |          | Paul-Ambroise CONTRI               | Républicain Gaulliste |                     |
| 1947-1953                                |          | Antoine MAZZONI                    |                       |                     |
| 1953-1959                                |          | Dr Philippe DE PETRICONI           |                       | Docteur             |
| 1959-1969                                |          | Me Jean PIERAGGI                   |                       | Avocat              |
| 1969-1971                                |          | Vve Jeanine BONACCORSI ép PIERAGGI |                       |                     |
| 1971-1977                                |          | Raphael TOZZINI                    |                       |                     |
| 1977-2009                                |          | Jean-Claude DOMINICI               | DVG                   |                     |
| 2009                                     | En cours | François MELA                      | DVG                   | Exploitant agricole |
| Les données manquantes sont à compléter. |          |                                    |                       |                     |

## Démographie
L'évolution du nombre d'habitants est connue à travers les recensements de la population effectués dans la commune depuis 1800. Pour les communes de moins de 10 000 habitants, une enquête de recensement portant sur toute la population est réalisée tous les cinq ans, les populations de référence des années intermédiaires étant quant à elles estimées par interpolation ou extrapolation. Pour la commune, le premier recensement exhaustif entrant dans le cadre du nouveau dispositif a été réalisé en 2008.

En 2022, la commune comptait 798 habitants, en évolution de +10,83 % par rapport à 2016 (Haute-Corse : +5,15 %, France hors Mayotte : +2,11 %).
| 1800 | 1806 | 1821 | 1831 | 1836 | 1841 | 1846 | 1851 | 1856 |
| ---- | ---- | ---- | ---- | ---- | ---- | ---- | ---- | ---- |
| 333  | 367  | 452  | 373  | 334  | 342  | 357  | 362  | 346  |

| 1861 | 1866 | 1872 | 1876 | 1881 | 1886 | 1891 | 1896 | 1901 |
| ---- | ---- | ---- | ---- | ---- | ---- | ---- | ---- | ---- |
| 318  | 305  | 312  | 315  | 307  | 320  | 306  | 395  | 379  |

| 1906 | 1911 | 1921 | 1926 | 1931 | 1936 | 1946 | 1954 | 1962 |
| ---- | ---- | ---- | ---- | ---- | ---- | ---- | ---- | ---- |
| 343  | 267  | 299  | 327  | 209  | 201  | 174  | 144  | 222  |

| 1968 | 1975 | 1982 | 1990 | 1999 | 2006 | 2008 | 2013 | 2018 |
| ---- | ---- | ---- | ---- | ---- | ---- | ---- | ---- | ---- |
| 222  | 309  | 456  | 600  | 629  | 648  | 650  | 674  | 767  |

| 2022 | - | - | - | - | - | - | - | - |
| ---- | - | - | - | - | - | - | - | - |
| 798  | - | - | - | - | - | - | - | - |

## Lieux et monuments
- U Palazzu : Palais habité par Théodore de Neuhoff.
- Église de l'Assomption de Santa-Maria-Poggio. Elle est inscrite à l'Inventaire général du patrimoine culturel[12].

## Personnalités liées à la commune
- Théodore de Neuhoff, militaire et diplomate allemand
- Owen Simonin; "Hasheur", Youtubeur, entrepreneur, influenceur et conférencier
- Ghjuvanna Benedetti,  Actrice ( Lesia Savelli dans Le Royaume (film, 2024)) : Révélation féminine aux Lumières 2025